# Премія Джорджа Ван Бісбрука
Пре́мія Джо́рджа ван Бі́сбрука (англ. George Van Biesbroeck Prize) — нагорода Американського астрономічного товариства, яку присуджують щодвароки (до 2012 року вручалась щорічно) за довготривале служіння астрономічній науці. Названа на честь астронома Джорджа ван Бісбрука. З 1979 до 1996 її присуджував фонд Van Biesbroeck Award, Inc., з 1997 року право нагороджувати нею перейшло до Американського астрономічного товариства.

## Лауреати премії Джорджа ван Бісбрука
Нижче подано списки нагороджених премією за даними сайту Американського астрономічного товариства.

### Нагороджені Van Biesbroeck Award, Inc.
- 1979: Д. Скотт Девіс (англ. D. Scott Davis)
- 1980: Рієке Марсія (англ. Marcia J Rieke)
- 1981: Марк Аарсон[en], Джеремі Моулд[en]
- 1982: Ерік Янг (англ. Erick T. Young)
- 1983: не присуджували
- 1984: Джон Сток (англ. John T. Stocke)
- 1985: Марк Джампапа (англ. Mark S Giampapa)
- 1986: Джон Гілл (англ. John M. Hill)
- 1987: не присуджували
- 1988:  Дорріт Хоффлейт[en]
- 1989: Браян Марсден
- 1990: Еден Мейнел[en]
- 1991: Баррі Кларк (англ. Barry Clark)
- 1992: Боб Куруч (англ. Bob Kurucz)
- 1993: Жанет Акюз Маттеі[en]
- 1994: Вейн Воррен (англ. Wayne Warren, Jr.)
- 1995: Арло Ландольт[en]
- 1996: Девід Кроуфорд (англ. David L. Crawford))

### Нагороджені Американським астрономічним товариством
- 1997: Гельмут Абт[en]
- 1998: Френк Ловас (англ. Frank Lovas)
- 1999: Баррі Ласкер (англ. Barry Lasker)
- 2000: Гарольд Мак-Намара[en]
- 2001: Майкл Курц[en]
- 2002: Віктор Бланко[en]
- 2003: Донат Вентцель[en]
- 2004: Роджер Доксі
- 2005: Ерік Грейсен (англ. Eric Greisen)
- 2006: не присуджували
- 2007: Стівен Маран[en]
- 2008: Пітер Стетсон (англ. Peter Stetson)
- 2009: Джордж Койн[en]
- 2010: Вірджинія Трімбл[en]
- 2011: Девід Лекрон (англ. David S. Leckrone)
- 2012: Мег Уррі
- 2014: Майкл Гаузер (англ. Michael Hauser)
- 2016: Річард Перлі (англ. Richard (Rick) A. Perley)
- 2018: Дебра Елмегрін
- 2020: Рок Кутрі (англ. Roc Cutri)
- 2022: Дональд Йорк (англ. Donald York)